# G@me
Pour plus de détails, voir Fiche technique et Distribution.
G@me est un film japonais réalisé par Satoshi Isaka, sorti en 2003.

## Synopsis
C'est tout ou rien pour un spécialiste japonais de la publicité, après que son rêve de réaliser un projet de 3 milliards de yens a été contrecarré par un concurrent malintentionné. Gagnant la confiance de la fille de son ennemi, il décide d'agir contre cette malchance et arrange un faux kidnapping...

## Fiche technique
- Titre : G@me
- Réalisation : Satoshi Isaka
- Scénario : Masaya Ozaki et Hiroyoshi Koiwai d'après le roman de Keigo Higashino
- Musique : Zeebra
- Photographie : Yasushi Sasakibara
- Montage : Inconnu
- Production : Hiroyoshi Koiwai, Minako Mita et Isao Yoshiwara
- Pays d'origine : Japon
- Langue : japonais
- Format : Couleurs - 1,85:1 - Dolby Digital - 35 mm
- Genre : Thriller
- Durée : 112 minutes
- Date de sortie : 2003

## Distribution
- Naohito Fujiki : Shunsuke Sakuma
- Yukie Nakama : Juri Katsuragi
- Ryo Ishibashi : Katsutoshi Katsuragi
- Ryudo Uzaki : Shigeru Kotsuka